# MG Motor
Pour les articles homonymes, voir MG.
 (décembre 2018).
Si vous disposez d'ouvrages ou d'articles de référence ou si vous connaissez des sites web de qualité traitant du thème abordé ici, merci de compléter l'article en donnant les références utiles à sa vérifiabilité et en les liant à la section « Notes et références ».
MG Motor anciennement Morris Garages est un constructeur automobile initialement britannique fondé en 1924 à Oxford (Angleterre). Depuis 2006, la marque appartient à SAIC Motor Europe, division du groupe public chinois Shanghai Automotive Industry Corporation. Le siège social de la marque est situé à Marylebone, un quartier du centre de Londres, en Angleterre.
Le nom MG est un hommage à « Morris Garages », un concessionnaire de véhicules Morris à Oxford qui a commencé à produire des versions modifiées dessinées par Cecil Kimber. Celui-ci avait rejoint la société en 1921 au poste de directeur des ventes et fut promu directeur général en 1922. Kimber est resté directeur général jusqu’en 1941 lorsqu'il se disputa avec William Morris à propos de contrats militaires. Kimber meurt en 1945 dans un accident de train. En 1952, lors de la fusion avec British Motor Corporation (BMC), John Thornley devient directeur général pour une longue période, conduisant la société à son apogée jusqu’à sa retraite en 1969.
MG est bien connu des amateurs de voitures pour ses cabriolets sportifs deux places, mais le constructeur a aussi produit des berlines et des coupés. Plus récemment, le sigle MG a été arboré par des versions plus sportives de modèles de son ancienne maison mère, Rover.

## Histoire

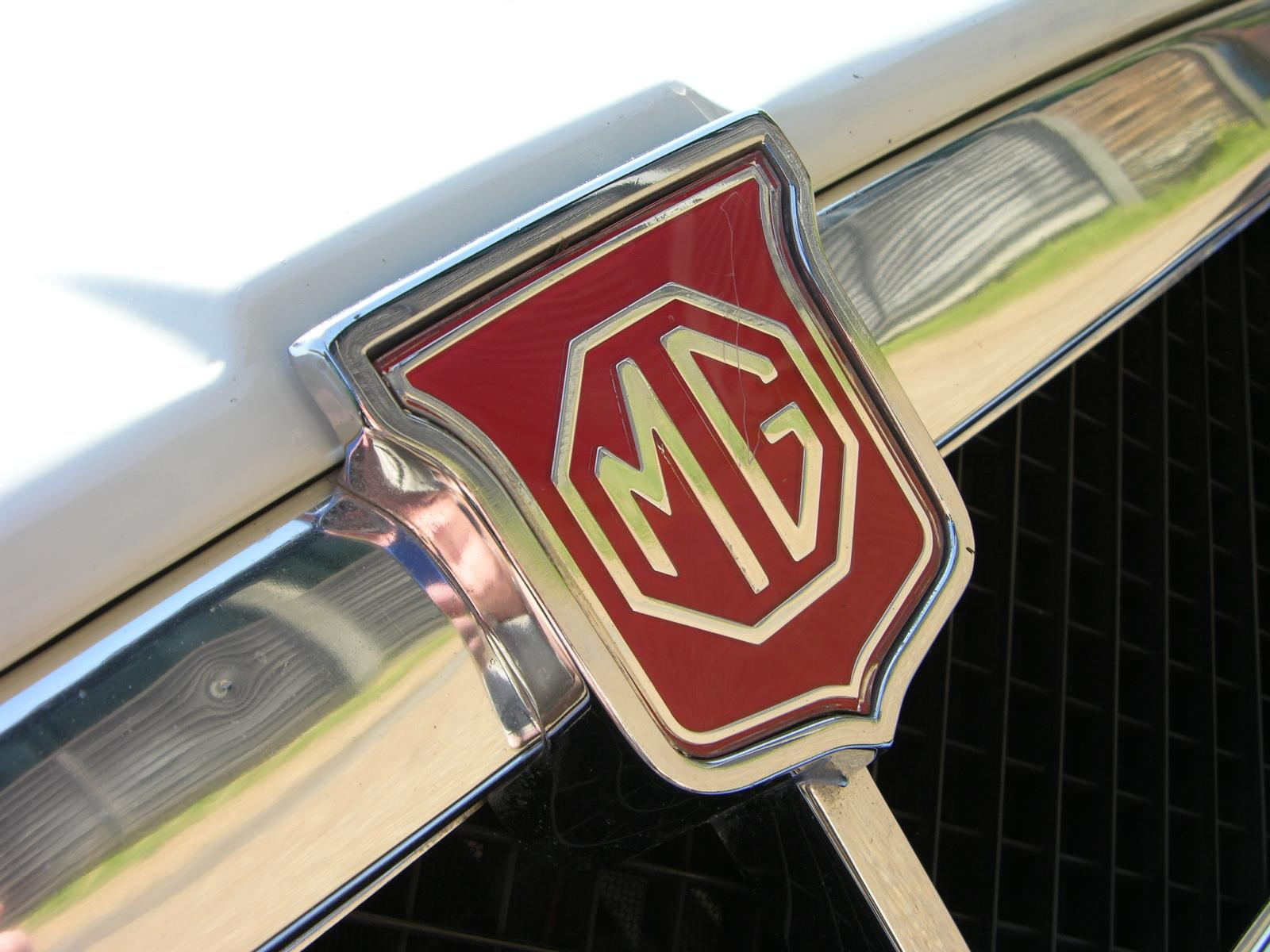
Écusson MG sur un modèle MGB GT de 1974.

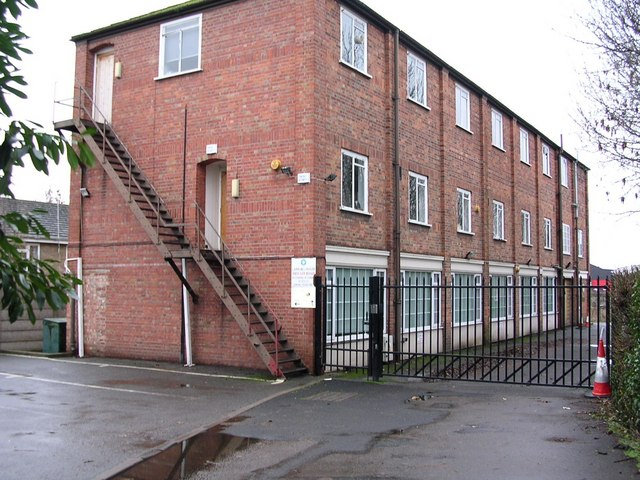
Ancien bâtiment administratif de la société MG à Abington.

La date de création de la marque fait débat. La société a décidé que ce serait 1924, bien que les premiers véhicules arboraient les deux emblèmes Morris et MG et qu’une référence à MG avec le symbole octogonal apparaisse dans un journal d'Oxford datant de novembre 1923. D'autres contredisent cela et affirment que MG commença ses ventes deux ans plus tard.
Les premières voitures qui étaient des modèles Morris modifiées utilisant des carrosseries de la société Carbodies à Coventry étaient assemblées dans un atelier de la ruelle Alfred à Oxford, mais la demande a rapidement imposé, dès septembre 1925, un déménagement dans un lieu plus grand sur la route de Bainton, un atelier partagé avec l'activité radiateur de Morris. Une expansion constante de la société a imposé un déménagement en 1927 dans une usine séparée sur la route de Edmund à Cowley dans la banlieue d’Oxford, près de la principale usine Morris ; là, pour la première fois, il a été possible d'installer une ligne de production. En 1928, la société était devenue assez importante pour justifier la création d'une société distincte des Morris Garages du début. M.G. Car Company Limited a donc été créé en mars de cette année et en octobre, pour la première fois, un emplacement a été loué lors du Salon Automobile de Londres (London Motor Show). Encore une fois, la place a rapidement manqué, et la recherche d'un site permanent a conduit en 1929 à louer une partie d'une ancienne usine de cuir à Abingdon, puis à s'étendre au fur et à mesure jusqu'à l'arrêt de la production en 1980.
La société, qui était au départ la propriété de William Morris, fut vendue à Morris Motors (appartenant à Nuffield Organisation) en 1935. Ce changement de propriétaire a eu des conséquences importantes pour la société, en particulier pour sa branche sport automobile. En 1952, MG a été racheté par le groupe British Motor Corporation puis en 1968, par British Leyland. Avec BMC, plusieurs modèles MG n'étaient rien de plus que des modèles d'autres marques avec un nouveau nom, à l'exception notable des petits véhicules sportifs. Ces derniers, comme les MG A, MG B et Midget ont connu un vif succès et ont fait la renommée de la marque dans les années 1960 et 1970.
En grandes difficultés financières dans les années 1970, British Leyland se résout à fermer l'usine d'Abingdon en 1980, dans le cadre d'un plan drastique de restructuration. Bien qu'un grand nombre d'usines ont été abandonnées, aucune fermeture ne créa un tel tumulte parmi les ouvriers, les concessionnaires, les clubs et les consommateurs, que celle-ci. Des années plus tard, Sir Michael Edwardes a exprimé des regrets sur sa décision de l'époque. Les modèles suivant de MG, construits par Rover Group dans l'usine de Longbridge, n'ont souvent été que des modèles Austin vendus sous un autre nom. Depuis 2003, l'ancien site d'Abingdon est occupé par McDonalds et la Thames Valley Police, seul reste le bâtiment administratif. Le local du MG Car Club est situé juste à côté.
Après que le groupe Austin Rover soit devenu le groupe Rover, la marque MG a été successivement achetée par British Aerospace (BAe) en 1988 puis par BMW en 1994.

### Mars 2000-Avril 2005: Rachat par Phoenix et faillite du groupe MG Rover
Le 15 mars 2000, le munichois BMW a revendu MG en même temps que le groupe Rover au consortium Phoenix (en). Lors de la cession des marques MG et Rover à Phoenix (en), BMW a inclus l'usine de Longbridge dans le contrat de vente.
À la suite de cette acquisition, le groupe Rover sera renommé MG Rover par Phoenix (en).
La pratique consistant à vendre un roadster unique et à côté des modèles rebaptisés (Rover) continua. La faillite du groupe MG Rover a été prononcée le 15 avril 2005 et l'arrêt de la production, le 7 avril 2005.

### Rachat par Nanjing Automobile et fusion de NAC et SAIC
Le 22 juillet 2005, Nanjing Automobile Group (NAC) rachète MG. Le groupe chinois acquiert également les marques Austin, Wolseley, Morris, Princess, Sterling cars (en), British Motor Corporation, Leyland et Vanden Plas (sauf les droits détenus par Jaguar aux États-Unis et Canada).
Le 26 décembre 2007, le groupe chinois Shanghai Automotive Industry Corporation (SAIC) signe un accord de fusion avec Nanjing Automobile Company (NAC) et achète pour 2,1 milliards de yuans (286 millions de dollars US) NAC et sa maison mère Yuejin Motor, qui reçoit en échange 5 % du capital du constructeur shanghaien : du même coup, la marque MG se trouve incorporée à la SAIC qui entend relancer en Europe l'usine de Longbridge (le site historique de Rover mais surtout le lieu originaire de la marque Austin dont NAC a acquis les droits d'utilisation en 2005). Officiellement, les projets de la SAIC seraient de poursuivre la relance de MG en Europe et d'utiliser la base de Longbridge comme fenêtre ouverte sur l'Europe. À la suite de la fusion des deux constructeurs chinois, la marque Morris Garages est renommée MG Motor.
Le 23 septembre 2016, la maison mère chinoise de MG Motor, SAIC, annonce la fermeture de l'usine de Longbridge. La production des modèles est transférée en Chine et le siège social à Marylebone. Cependant, le centre de recherche et développement continue à Longbridge.

## Modèles

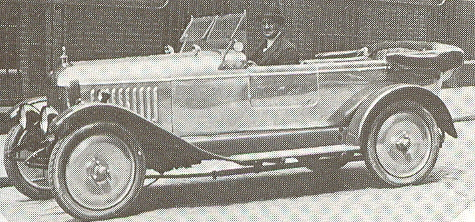
MG 14/28 Sports (1924).

Le plus ancien modèle, la 14/28 de 1924, était basé sur un châssis de Morris Oxford doté d'une nouvelle carrosserie et d'une nouvelle mécanique plus sportives. Ce type d'assemblage se poursuivit au travers des modèles suivants qui étaient des adaptations des nouvelles productions de Morris.
La première voiture que l'on peut réellement qualifier de « nouvelle MG » en tant que telle, et non de Morris modifiée, fut la 18/80 de 1928, avec son châssis spécifique, et la première apparition de la fameuse grille de radiateur verticale MG.
Une voiture de taille plus réduite fut lancée en 1929, la Type M, dotée d'un châssis de Morris Minor ; ce fut la première d'une longue série de Midgets.
MG s'imposa très tôt parmi les grands noms des courses automobiles internationales.
Dès l'avant-guerre, et à la suite du deuxième conflit mondial, MG produisit une ligne d'automobiles, connues comme les Midgets « série T », qui — après guerre — furent exportées dans le monde entier, avec un réel succès commercial.
Celles-ci incluaient les MG TC, TD, et TF, toutes descendantes directes de la MG TB des années 1930, et bénéficiant de diverses améliorations, par rapport à leurs aînées.

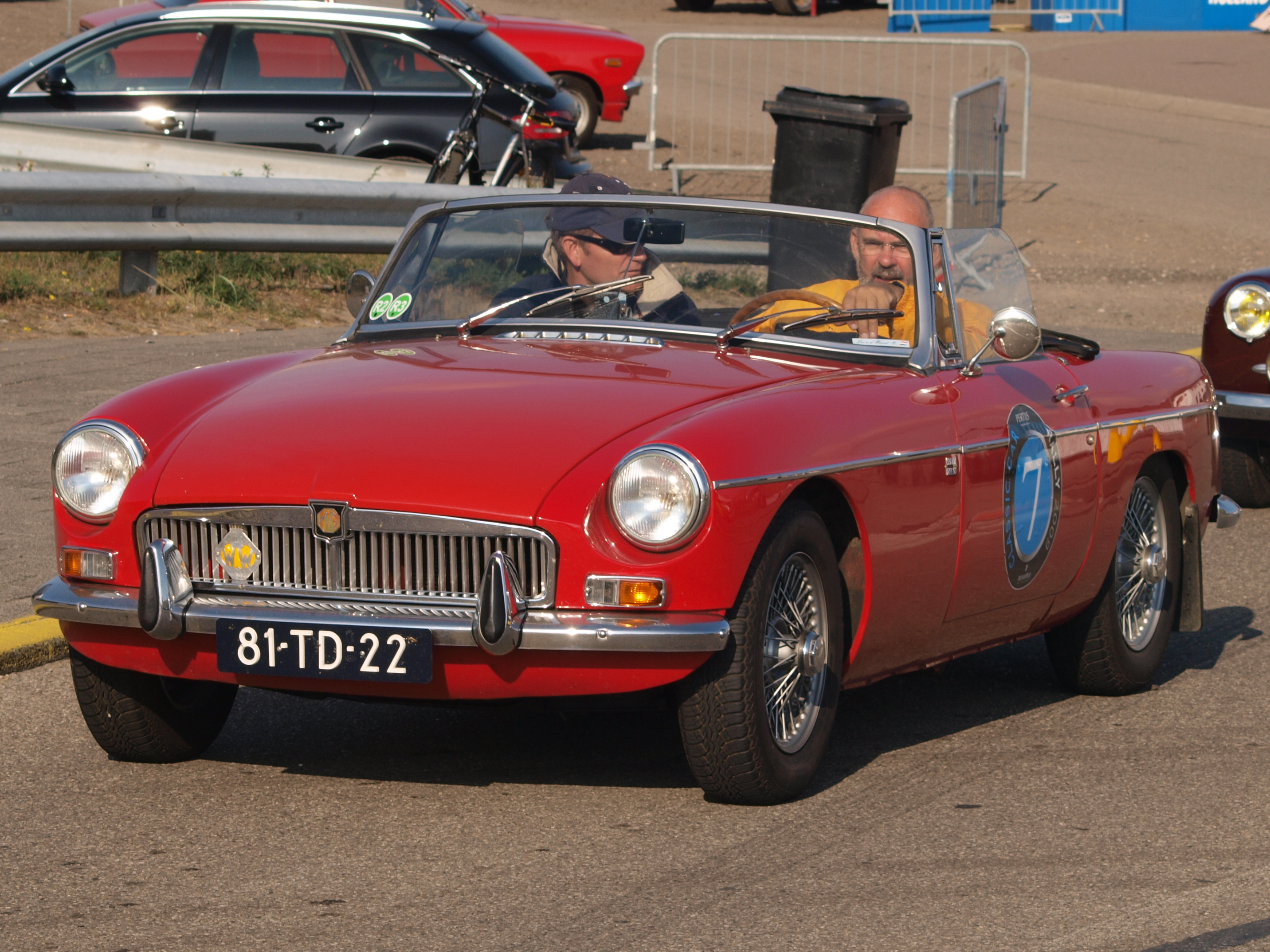
MGB.

MG abandonna la ligne ancienne des berlines Y et autres modèles d’avant guerre, et lança la MGA en 1955. La MGB fut lancée en 1962 pour satisfaire la demande d’une voiture sportive plus moderne et plus confortable. En 1965, suivit un coupé fermé (FHC : Fixed Head Coupé) : la MGB GT. La MGB fut produite jusqu’en 1980 (plus de 500 000 exemplaires au total), avec des améliorations continuelles essentiellement dues aux normes américaines de plus en plus sévères en matière de pollution et de sécurité. Entre 1967 et 1969 seulement, un nouveau modèle fut lancé, appelé MGC. La MGC était basée sur un châssis de MGB, mais avec un moteur six cylindres plus gros et, malheureusement, plus lourd et plus difficile à manier. Parallèlement, MG commença aussi à produire la MG Midget à partir de 1961. La Midget était une variante légèrement re-stylée de la seconde génération de l’Austin-Healey Sprite. Comme pour la MGB, les versions de la Midget furent fréquemment modifiées, jusqu’à la fermeture de l’usine d’Abingdon en 1980 et la construction des derniers modèles de la gamme. L’écusson MG fut aussi appliqué à diverses berlines du groupe British Motor Corporation, parmi lesquelles la BMC ADO16, également disponible sous la marque Riley, mais avec un côté sportif plus affirmé sous l’appellation MG.
La marque continua à vivre après 1980 puisque British Leyland (devenu plus tard le Groupe Austin Rover), le propriétaire d’alors, continua à placer l’écusson MG sur plusieurs berlines, dont les Austin Metro, Austin Maestro et Austin Montego. En Nouvelle-Zélande, l’écusson MG est même apparu à la fin des années 1980 sur un break Montego, appelé MG 2.0 Si Wagon. Il y eut également une brève apparition en compétition d’une version Metro animée par un moteur six cylindres.
À la fin des années 1980, quand le Groupe Austin Rover fut renommé Rover Group, il relança un modèle 2 places, la MG RV8. Ensuite, en 1995, fut introduite la toute nouvelle MG F (plus tard améliorée et rebaptisée TF, en référence à un ancien et célèbre modèle MG).
Après la scission entre Rover et BMW en 1999, le nom MG apparu sur des versions plus sportives des berlines Rover courantes, du break Rover 75 et même d’un fourgon.
Le Groupe MG Rover acheta Qvale, qui avait présidé au développement de la De Tomaso Bigua. Cette voiture, rebaptisée Qvale Mangusta et immédiatement acceptée pour la vente aux États-Unis, constitua la base de la MG XPower SV, une sportive « extrême » animée par un moteur V8. Elle fut présentée en 2002 et mise en vente à partir de 2004.
Depuis 2006, MG recommercialise en Chine tous les anciens modèles Rover, sous les chiffres 5, 6 et 7. Ainsi, les Rover 75, 25 et Streetwise sont recommercialisées. La Rover 45 a toutefois été abandonnée, car jugée trop vieille, de plus sa base était celle de la Honda Civic donc impossible à produire sans les accords de Honda, jugés trop coûteux pour une marque en pleine reconstruction.
En 2006, Project Kimber dirigé par David James est entré en pourparlers avec Nanjing afin d'acheter la marque MG pour produire des voitures de sports basées sur le Roadster Smart dessiné par DaimlerChrysler. Aucun accord ne fut trouvé et il fut annoncé que le Roadster Smart porterait la marque AC.
Nanjing devait relancer la production des gammes  MG TF, ZR et ZT au cours de l'année 2007, mais les ZS ne seront pas produits pour cause de copyright (Honda).
Le 11 juillet 2006, Nanjing a annoncé que la production des coupés TF continuerait. Une nouvelle usine serait construite à Ardmore en Oklahoma pour produire la deuxième génération de la TF qui devrait représenter 60 % des ventes de TF dans le monde. Un nouveau centre de recherche serait aussi ouvert aux États-Unis sur le campus de l’Université d'Oklahoma. L’usine de Longbridge continuerait aussi à produire des TF, et une troisième usine serait construite en Chine.
En 2009 est présentée la MG6, voiture qui annonce le renouveau de MG en Europe. Basée sur la Roewe 550, la MG6 se place en dessous de la défunte MG ZT et sera commercialisée en 4 et 5 portes au début de l'année 2010 en Chine. En Europe, la MG6 arrive à la fin de l'année 2010. Elle sera alors produite à Longbridge, usine qui produit actuellement la MG TF depuis août 2008. Les tarifs n'ont pas encore été dévoilés, mais il est certain que cette berline aura droit non seulement à une motorisation diesel, mais en plus à une version sportive. Enfin, dans les années à venir vont également arriver la MG3 (berline 4 portes qui succèdera au duo Rover 45/MG ZS et la MG0, petite citadine 5 portes qui remplacera le duo Rover 25/MG ZR.

## MG en compétition

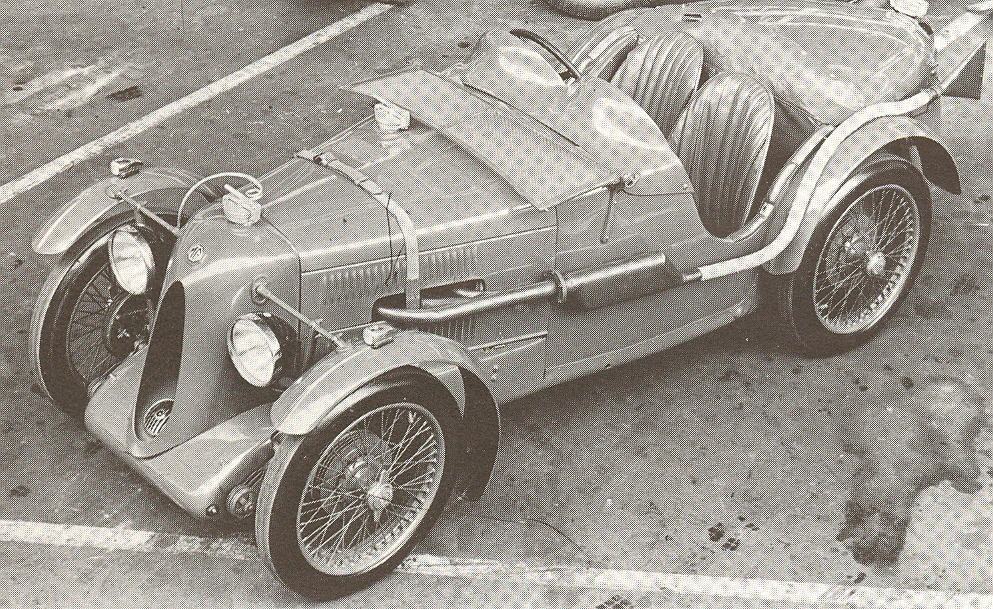
MG C-type, 1931.

Depuis ses débuts, MG fut présent en compétition. Au début des années 1930, une série de voitures réalisées spécialement pour la course, comme la C-Type de 1931 et la Q-Type de 1934, furent construites et vendues à des passionnés qui bénéficiaient d’une assistance importante de la part de la marque. Cela prit fin en 1935 lorsque MG fusionna officiellement avec Morris Motors.

### Les records de vitesse
Cependant, une série de voitures expérimentales furent ensuite construites et permirent notamment au Capitaine George Eyston de battre plusieurs records du monde de vitesse. En dépit de l’interdiction des courses de vitesse, les tentatives de record de vitesse continuèrent. En 1939 Goldie Gardner dépassa ainsi la barre des 200 mph (321 km/h) au volant de l’EX135 disposant d’un moteur de 1 100 cm3.
À la suite de la Seconde Guerre mondiale, les tentatives de records de vitesse recommencèrent dans les catégories 500 cm3 et 750 cm3 dès la fin des années 1940.

### Retour aux courses
La décision fut prise de retourner en courses automobiles et c’est ainsi que des MGA furent engagés au Mans en 1955 (course qui fut malheureusement marquée par une terrible tragédie). La meilleure voiture termina 12e au classement.

### MG Sport & Racing

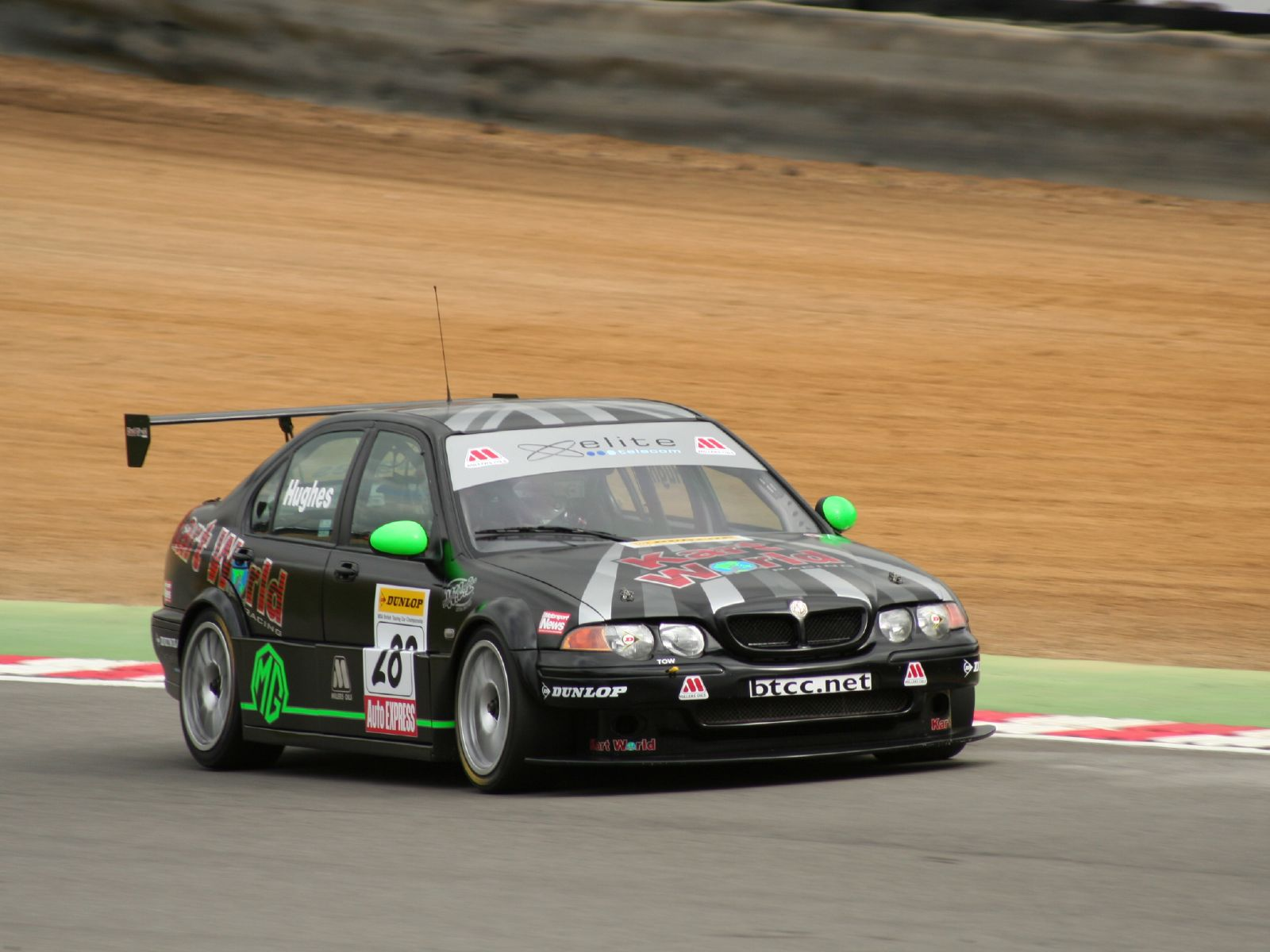
MG ZS sur le circuit de Brands Hatch pendant le BTCC 2006.

En 2001, sous l’impulsion des nouveaux propriétaires qui souhaitaient faire renaître l’esprit sportif de MG, la marque se trouva engagée dans diverses compétitions, et notamment aux 24 Heures du Mans avec la MG X-Power EX251. L’équipe ne gagna pas de courses d’endurance, ni en 2001 ni en 2002, et quitta officiellement la compétition en 2003. La voiture a cependant continué de courir, engagée par une équipe privée, et a gagné les 24 Heures du Mans dans sa catégorie en 2006. Des berlines étaient quant à elles engagées en BTCC (British Touring Car Championship), avec la MG X-Power ZS, aux championnats mondial et britannique de rallye, et au championnat indépendant MG de rallye britannique (MG X-Power ZR). En 2004, la firme décida même de s’engager dans l'ultra-compétitif championnat DTM (Deutsche Tourenwagen Masters) en proposant une MG ZT au moteur V8 très fortement amélioré. Cependant, la faillite en avril 2005 de MG Rover fit qu’on ne vit jamais cette auto courir.
En BTCC, la marque fut tout d’abord engagée officiellement de 2001 à 2003 sous la bannière MG Sport & Racing. Ensuite et jusqu’à 2006 la MG ZS continue de courir sous les couleurs d’une équipe de premier plan Team RAC (anciennement WSR) et a déjà remporté une série de victoires.En 2012, la marque réapparait dans le BTCC avec le modèle MG6 grâce au team très chevronné MG KX Momentum Racing aux mains du non moins expérimenté pilote britannique Jason Plato et d'Andy Neate (en) son coéquipier. Les premiers résultats obtenus en début de saison sont très prometteurs.

## Liste des modèles

### Anciens modèles

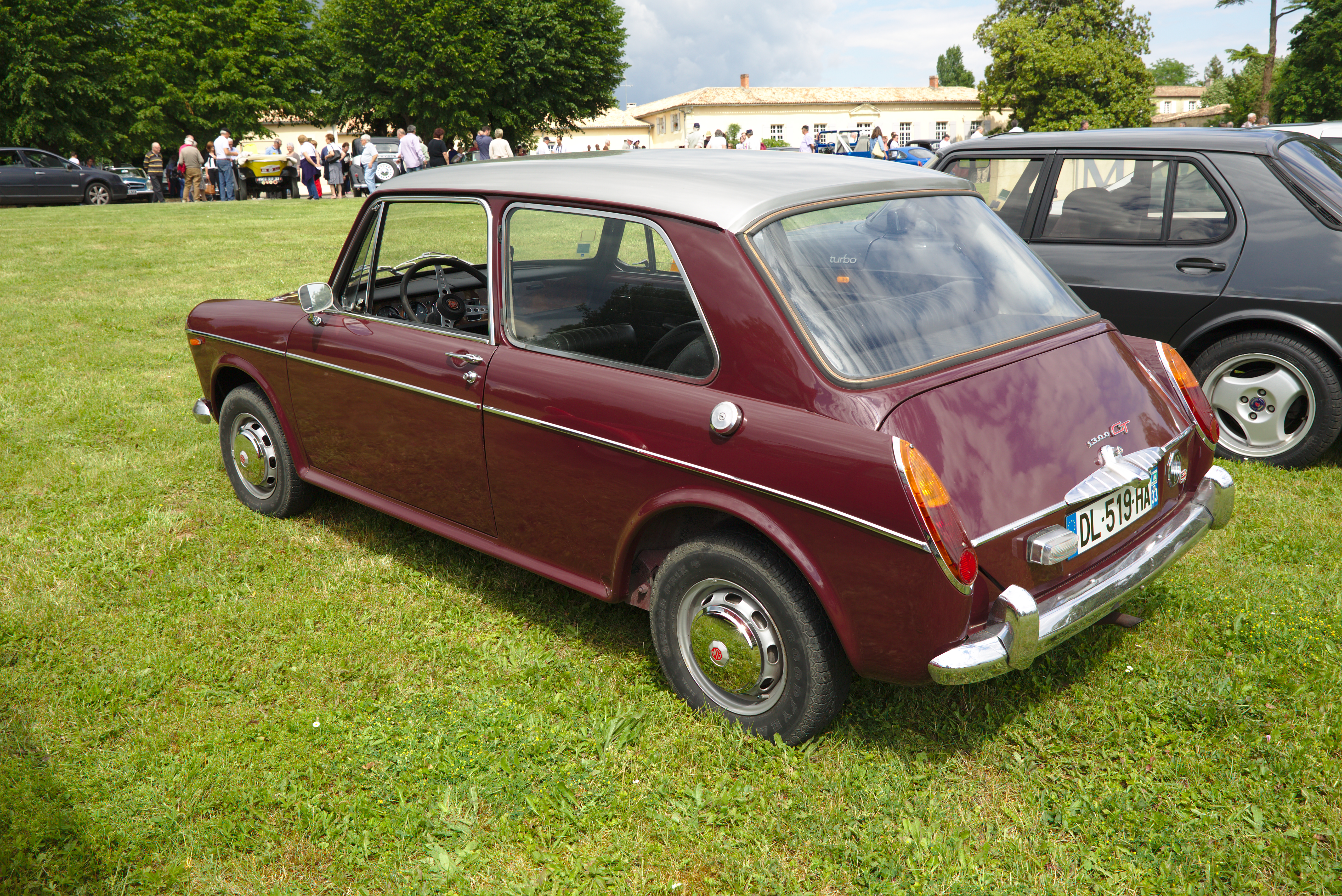
MG 1300 GT.

Voiture de sport
- 1929-1932 : MG M-Type Midget
- 1930-1931 : MG 18/80
- 1930-1931 : MG 18/100 Tigress
- 1931-1932 : MG C-Type Midget
- 1931-1932 : MG D-Type Midget
- 1931-1932 : MG F-Type Magna
- 1932-1934 : MG J-Type Midget
- 1932-1934 : MG K-Type Magnette
- 1933-1934 : MG KN Magnette
- 1933-1934 : MG L-Type Magna
- 1934-1936 : MG N-Type Magnette
- 1934-1936 : MG P-Type Midget
- 1936-1939 : MG TA Midget
- 1939-1940 : MG TB Midget
- 1945-1950 : MG TC Midget
- 1950-1953 : MG TD Midget
- 1953-1955 : MG TF Midget
- 1955-1962 : MG A
- 1961-1979 : MG Midget
- 1962-1980 : MG B
- 1968-1970 : MG C
- 1992-1995 : MG RV8
- 1995-2002 : MG F
- 2002-2005 & 2007-2009 : MG TF

Citadine
- 1982-1990 : MG Metro

Compacte (petites berlines)
- 1933-1934 : MG KN
- 1962-1968 : MG 1100
- 1967-1973 : MG 1300

Berline moyenne
- 1924-1927 : MG 14/28
- 1927-1929 : MG 14/40
- 1928-1933 : MG 18/80
- 1937-1939 : MG VA
- 1947-1953 : MG Y-type
- 1953-1956 : MG Magnette ZA
- 1956-1958 : MG Magnette ZB
- 1959-1961 : MG Magnette Mk. III
- 1961-1968 : MG Magnette Mk. IV
- 1983-1991 : MG Maestro
- 1985-1991 : MG Montego
- 2001-2005 : MG ZR
- 2001-2005 : MG ZS
- 2008-2011 : MG 3
- 2012-2018 : MG 5
- 2014-2019 : MG GT (en)

Berline
- 1936-1939 : MG SA
- 1938-1939 : MG WA
- 2001-2005 : MG ZT
- 2007-2013 : MG 7

SUV
- 2015-2019 : MG GS (en)

Supercar
- 2002-2005 : MG XPower SV

Voiture de course
- 1934 : MG Q-type
- 1935 : MG R-type
- 2001-2003 : MG Lola Ex-257

### Gamme actuelle

#### Chine
- 2024 : MG3 III
- 2020 : MG5 II
- 2017 : MG6 II
- 2024 : MG ZS
- 2018 : MG HS
- 2020 : MG Linghang
- 2022 : MG One

#### International
- 2024 : MG3 III
- 2022 : MG4
- 2020 : MG5/EP (Europe/Thaïlande)
- 2024 : MG ZS
- 2018 : MG HS
- 2019 : MG Hector
- 2017 : MG RX5 (voir Roewe RX5 (en))
- 2021 : Marvel R
- 2020 : MG Gloster
- 2019 : MG RX8 (voir Roewe RX8 (en))
- 2019 : MG Extender

### Concept car
- 1985 : MG E-XE
- 2010 : MG Zero
- 2012 : MG Icon
- 2013 : MG CS
- 2021 : MG Cyberster
- 2021 : MG Maze Concept[7]
- 2023 : MG EX4 Concept[8], présenté au Festival de vitesse de Goodwood

## Répliques
Quelques répliques des anciennes MG ont été produites plus ou moins fidèlement, comme la Naylor TF 1700.